# Djiboutiaanse presidentsverkiezingen 1981

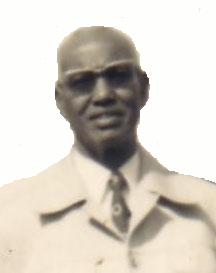
Hassen Gouled Aptidon, enige kandidaat van de eerste presidentsverkiezingen in Djibouti.

 De Djiboutiaanse presidentsverkiezingen 1981 waren de eerste presidentsverkiezingen in Djibouti. Ze werden gehouden op 12 juni 1981 met als enige kandidaat Hassan Gouled Aptidon van de Rassemblement populaire pour le progrès-partij (RPP). Aptidon was al sinds de onafhankelijkheid van het land in 1977 president.

## Verkiezingsuitslag
|                       | Stemmen in % |
| --------------------- | ------------ |
| Hassan Gouled Aptidon | 84,58        |
| Tegenstemmen          | 15,42        |